# 슬레이브스
슬레이브스(Slaves)는 잉글랜드의 펑크 밴드이다.